# هيلينا مودجيسكا
هيلينا مودجيسكا (بالإنجليزية: Helena Modjeska)‏ (12 أكتوبر 1840 - 8 أبريل 1909)؛ ممثلة، وممثلة مسرحية بولندية-أمريكية، عُرِفت بأدوارها التراجيدية، خاصة تلك المقتبسة من مسرحيات شكسبير. ولدت في في كراكوف في بولندا، وهاجرت إلى الولايات المتحدة وتوفيت في نيوبورت بيتش في ولاية كاليفورنيا.